# ضدحمله خرسون (۲۰۲۲)
یک ضدحملهٔ نظامی در ۲۹ اوت ۲۰۲۲ برای بیرون کردن نیروهای روسی اشغالگر از مناطق جنوبی استان‌های خرسون و میکولائیف توسط اوکراین آغاز شد.
تحلیلگران نظامی، این ضدحمله را سومین فاز راهبردی جنگ اوکراین می‌دانند، در کنار ضدحملهٔ همزمان در شرق، و پس از حملهٔ نخستین و نبرد دنباس.
پس از حملات سرشماری ضد اهداف نظامی روسی، اوکراین اعلام کرد یک ضدحملهٔ همه‌جانبه را در ۲۹ اوت ۲۰۲۲ آغاز خواهد کرد. در ۹ اکتبر، اوکراین گفت ۱٬۱۷۰ کیلومتر مربع از سرزمین‌ها را بازپس‌گرفتند. در ۹ نوامبر، سربازهای روسی دستور گرفتند که از خرسون عقب‌نشینی کنند، که تنها پایتخت منطقه‌ای اشغال‌شده از ابتدای جنگ بود. نیروهای اوکراینی دو روز بعد در ۱۱ نوامبر شهر خرسون را آزاد کردند.